# Nathe (Fluss)
Die Nathe ist ein linker Zufluss der Hahle im Eichsfeld in den Landkreisen Eichsfeld (Thüringen) und Göttingen (Niedersachsen).

## Name
Der Fluss wird 1477 („twuschen der Nathe unde …“) erstmals schriftlich erwähnt. Der Name leitet sich wahrscheinlich von mittelniederdeutsch nat für 'nass, wasserreich' ab.

## Verlauf
Die Nathe entspringt südöstlich von Neuendorf in Thüringen. Nach durchfließen des Ortes erreicht sie Niedersachsen und wendet sich aus östlicher in nördliche Richtung. Das erste niedersächsische Dorf am Bachlauf ist Etzenborn, es folgen Nesselröden und Westerode. Unweit von Obernfeld mündet sie in die Hahle.